# Megasema durandi
Megasema durandi là một loài bướm đêm trong họ Noctuidae.